# ولسوالی ورس
وُلُسوالی وَرَس یا ورث یکی از ولسوالی‌های ولایت بامیان افغانستان است.

## جغرافیا
ولسوالی ورث در منتهی الیه جنوب غربی شهر بامیان قرار دارد ویکی از دورترین ولسوالی‌های بامیان است. ۱۷۲ کیلومتر با مرکز ولایت فاصله داشته، از طرف غرب با ولسوالی اشترلی دایکندی، از طرف شرق با ولسوالی حصه دوم ولایت میدان وردک، از طرف شمال با ولسوالی پنجاب بامیان و از طرف جنوب با ولسوالی ناور ولایت غزنی وصل است. جمعیت آن بالغ بر ۱۲۳٬۲۹۲ هزار نفر و مساحتش ۲۹۸۸ کیلومترمربع می‌باشد.
دریایی که از پنجاب به این ولسوالی می‌آید در منطقه دوآّب بین رزگ و ایگ به آب ایسپی غو می‌پیوندد و در ادامه در نزدیکی قریه دیوان به دریای هلمند که از ولسوالی بهسود ولایت میدان جریان دارد می‌پیوندد و مسیر خود را طی می‌نماید.

### قریه‌ها
ورث دارای دهکده‌های متعدد است در مجموع ورس از پنج زون (منطقه) تشکیل شده‌است که عبارت است از منطقه شیو قل، سرخجوی، چجین، تخت و سراب؛ که هر یک از این مناطق دارای قریه جات متعددی است به عنوان مثال منطقه شیوقل از قریه جات: کسک، ورزنگ .کنگ، دیوان، جیجان، علیا و سفلی، سر پل، استراب، نیقول، اورزاغ، پایین آب، قولک، کبتگ، یگ، جرگ، کلدار، توسور، وازدرغان، لوره، للج، پتابقول، کوندوگ، سیاه قول و… هستند شیوقل (شیو=سفید/قل=سنگ) را از
آن جهت شیوقل گفته‌اند که اغلب سنگ‌های کوهستان‌های این منطقه سفید رنگ می‌باشد.
تخت ورث، ورزنگ، شیوقل، کنگ، یِگ، رزگ، [قول مسعود]، تنگ زردگ، سینه بولاق، قوناق،
جوقول، سرو) که یکی از مناطق یا منطقه بسیار زیبای ورس است که در قریه‌های متعددی مثل: تنور، باریکی، خاک سیدقولی، رشک، نهورک، سفید نهور، نیک، میاندیک، قول پیری، اسپسنگ، قول محمد، بدقولک، شگتگ، قاف جوی، لدو، بید قول، پشه کل، آچه مزار «که زیارت بسیار بزرگ به اسم شاه سرورآغا در آن جا وجود دارد که در ایام سال ده‌ها هزار زائرین به زیارت آن می‌آید»، بونه غول قلعه شینیه، جویکاکه، آبقول و سیا قولک از مناطق معروف سراب است)، کوسه، بریکی، لیگان، تینل، قفقول، پتابجوی و تگابغار از مناطق معروف ورث است.

## مردم
مردم ورس سادات و هزاره ها هستند و به زبان فارسی دری و گویش هزارگی تکلم می‌کنند.
ناگفته نماند این مردمان بسیارسخت کوش و باصفاهستند.

## اقتصاد
کچالوهای دیوان در افغانستان به بزرگی، زودپز و خوشمزه بودن معروف هستند. زردآلوهای ورث هم در سطح کشور معروف هست.
همچنین توت وسیب‌های بسیارمزه دارداردوشلغم خرمسنگ نیز صادر به بقیه ولایت میشود

### صنایع دستی
- برک

برک هزارگی که جامه‌ای زمستانی است و از کرک گوسفند تهیه می‌شود در بهترین نوع خود از صنایع دستی ورث است. برک بیشتر برای ساختن کُرتی وچپن استفاده می‌شود وقیمت آن نیز فی متر به پنجهزار افغانی می‌رسد از دست بافت‌ها وصنایع دستی این ولسوالی محسوب می‌گردد.
- نمد

نمد لیگان نامدارترین نمد در افغانستان بوده و هرکیلوی آن تا ۶۰۰ افغانی فروخته می‌شود.
گلیم، شال، پلاس وبرجی (خورجین چارپایان) از دیگر صنایع دستی این ولسوالی است.